# (26869) 1993 SR6
(26869) 1993 SR6 est un astéroïde de la ceinture principale d'astéroïdes découvert en 1993.

## Description
(26869) 1993 SR6 a été découvert le 17 septembre 1993 à l'observatoire de La Silla, au Chili, par Eric Walter Elst.

### Caractéristiques orbitales
L'orbite de cet astéroïde est caractérisée par un demi-grand axe de 2,66 UA, un périhélie de 2,50 UA, une excentricité de 0,06 et une inclinaison de 0,67° par rapport à l'écliptique. Du fait de ces caractéristiques, à savoir un demi-grand axe compris entre 2 et 3,2 UA et un périhélie supérieur à 1,666 UA, il est classé, selon la JPL Small-Body Database, comme objet de la ceinture principale d'astéroïdes.

### Caractéristiques physiques
(26869) 1993 SR6 a une magnitude absolue (H) de 14,8 et un albédo estimé à 0,121.